# Aleksander Jurewicz (poseł)
Aleksander Jurewicz (ur. 7 marca 1940 w Wilnie, zm. w sierpniu 2022) – polski polityk, poseł na Sejm X kadencji (1989–1991).

## Życiorys
Z wykształcenia inżynier rolnictwa, w 1981 ukończył studia na Akademii Rolniczo-Technicznej w Olsztynie. Od 1958 pracował zawodowo, m.in. w zakładach mięsnych w Tczewie, zakładach „Predom-Metrix”, grupie remontowo-budowlanej Państwowych Gospodarstw Rolnych i w Przedsiębiorstwie Budownictwa Rolniczego w Tczewie. W 1976 był jednym z inicjatorów założenia Rolniczej Spółdzielni Produkcyjnej w Rukosinie, do 1982 pełnił funkcję jej wiceprezesa. W 1982 został prezesem zarządu RSP „Jedność” w Demlinie.
W 1960 wstąpił do Polskiej Zjednoczonej Partii Robotniczej, wchodził w skład kierownictwa partii w Skarszewach. Z jej ramienia w 1989 uzyskał mandat posła na Sejm kontraktowy z okręgu tczewskiego. Pod koniec kadencji należał do Parlamentarnego Klubu Lewicy Demokratycznej. W Sejmie pracował w Komisji Rolnictwa i Gospodarki Żywnościowej, Komisji Handlu i Usług oraz Komisji Nadzwyczajnej do rozpatrzenia projektów ustaw dotyczących spółdzielczości. W późniejszych latach nie angażował się politycznie.
W 1985 odznaczony Złotym Krzyżem Zasługi.